# Chloraea nudilabia
Chloraea nudilabia es una especie de orquídea de hábito terrestre originaria de Sudamérica.

## Descripción
Es una  orquídea de tamaño medio que prefiere el clima fresco. Tiene hábito terrestre.  La planta  florece a comienzos del verano en una inflorescencia erecta con varias a muchas  flores.

## Distribución
Se encuentra en el centro y sur de Chile a una altitud de 1200 a 2300 metros.

## Sinonimia
- Asarca nudilabia (Poepp.) Kuntze, Revis. Gen. Pl. 2: 652 (1891).
- Chloraea homopetala Phil., Linnaea 29: 48 (1858).
- Asarca homopetala (Phil.) Kuntze, Revis. Gen. Pl. 2: 652 (1891).
- Chloraea leucojiflora Kraenzl., Orchid. Gen. Sp. 2: 50 (1903).[2]